# 罗伯特·别德龙
罗伯特·别德龙（波蘭語：Robert Biedroń，發音：[ˈrɔbɛrt ˈbʲedrɔɲ]；1976年4月13日—）是一位波兰左翼政治家、斯武普斯克前市长和LGBT活动家，自 2019 年以来一直担任欧洲议会议员。
别德龙是下议院第七届会议（2011-2014 年）的成员。他还是欧洲委员会议会大会和欧洲委员会地方和地区当局大会的前成员。他于 2014 年至 2018 年担任斯武普斯克市市长。

## 奖项
《彩虹桂冠》（2000年）。
《彩虹人》（2004）的标题

在《Polityka》周刊在波兰议会记者中进行的勤奋、文化和对司法委员会工作的贡献的10名最佳议员排名中脱颖而出（2014年）。
Tok调频电台的Anna Laszuk奖（2015年）。

妇女大会多元化奖（2016年）

在《新闻周刊》的最佳城市市长排名中名列第八（2016年）

法国国家荣誉勋章 （页面存档备份，存于）（2016年）

在《新闻周刊》的最佳城市市长排名中位列第13位（2017）。

由反同性恋运动颁发的特别平等皇冠奖（2021年）

阿兰-图灵LGBTIQ+奖 Premio Especial，由文化商业荣耀节颁发，以表彰为LGBTIQ+人、他们的权利和能见度而奋斗的人（2022年）。

"议会议员奖 "在多样性 （页面存档备份，存于）、包容性和社会影响类别中，表彰在促进整个欧洲多样性和包容性方面的贡献和成就（2023年）。

罗伯特·别德龙于2019年2月成立了一个名为“春天”的新政党，并于2019年5月26日当选为该党名单上的欧洲议会议员。他是左翼（Lewica）的三位领导人之一，左翼（Lewica）是一个为参加波兰2019年议会选举而成立的政治联盟，由民主左翼联盟（SLD）、春天和左翼一起、波兰社会党共同组成。
他是2020年波兰总统选举的候选人。